# Nintendo Gamecube
Nintendo Gamecube (förkortas officiellt NGC eller GCN och inofficiellt enbart GC) blev i början av 2000-talet Nintendos "flaggskepp" på spelkonsolsmarknaden. Den släpptes i Japan den 14 september 2001 och tillhör samma generation konsoler som Sega Dreamcast, Microsoft Xbox och Sony Playstation 2. Gamecube är den fjärde stationära konsolen från Nintendo där spelen är lagrade på ett löstagbart medium. Konsolen fick en uppföljare i och med lanseringen av Wii (2006). Nintendo Gamecube finns även i en version med inbyggd dvd-spelare, som tillverkades av Panasonic och heter Q. Nintendo Gamecube räknades tidigt ut i det pågående konsolkriget men sålde ändå förvånansvärt bra (22 miljoner enheter allt som allt). Den sista maskinen tillverkades i februari 2007.

## Specifikationer

### Processor
- Namn: Gekko
- Producent: IBM
- Kärna: PowerPC 750CXe (modifierad PowerPC 750 RISC med 50 nya instruktioner)
- Tillverkningsprocess: 0,18 mikrometer IBM koppartrådsteknologi
- Klockfrekvens: 485 MHz
- Intern dataprecision:
  - 32-bit heltal
  - 64-bit flyttal, går att använda som 2x32-bit SIMD
- Extern buss:
  - 1,3 GB/sekund max bandbredd
  - 32-bit adressrymd
  - 64-bit databuss; 162 MHz klockfrekvens
- Intern cache:
  - L1: instruktion 32 KiB, data 32 KiB (8-vägs)
  - L2: 256 KiB (2-vägs)

### Grafikprocessor
- Namn: Flipper
- Producent: ArtX/Nintendo (ArtX köptes av ATI år 2000 och är nu en del av AMD)
- Tillverkningsprocess: 0,18 mikrometer NEC inbäddad DRAM-process
- Klockfrekvens: 162 MHz
- Inbäddad framebuffer:
  - C:a 2 MB kapacitet
  - Hållbar latens: 6,2 nanosekunder
  - RAM-typ: 1T-SRAM
- Inbäddad texturcache:
  - C:a 1 MB kapacitet
  - Hållbar latens: 6,2 nanosekunder
  - RAM-typ: 1T-SRAM
- Pixeldjup:
  - 24-bit RGB / RGBA
  - 24-bit Z-buffer
- Bildbehandlingsfunktioner:
  - Dimma
  - Subpixel anti-aliasing
  - 8 hardware lights
  - Alpha blending
  - Virtuell texturdesign
  - Multi-texturering, bump mapping
  - Environment mapping
  - MIP mapping
  - Bilinear filtering
  - Trilinear filtering
  - Anisotropic filtering
  - Hårdvarutexturdekomprimering i realtid (S3TC)
  - Realtidsdekomprimering av visningslistan
  - Hardware 3-line deflickering-filter
- Videosignal: Kompositvideo, RF, RGB, Komponent och S-Video
- Erbjuder både digital och analog videoutgång (den digitala togs bort på konsoler tillverkade efter maj 2004). Komponentvideokablar kan därför endast användas med konsoler som är av modell DOL-001. Den nya modellen (utan digital utgång) går under beteckningen DOL-101.[5]

### Ljudprocessor
- Producent: Macronix
- Klockfrekvens: 81 MHz
- Instruktionsminne:
  - 8 KiB RAM
  - 8 KiB ROM
- Dataminne:
  - 8 KiB RAM
  - 4 KiB ROM
- Antal simultana kanaler: 64 kanaler
- Kodning: ADPCM
- Samplingsfrekvens: 48 kHz

### Övriga specifikationer
- Huvud-RAM:
  - Ca 24 MB kapacitet
  - Hållbar latens: 10 nanosekunder
  - RAM-typ: 1T-SRAM
- Assisterande RAM:
  - Ca 16 MB kapacitet
  - Hastighet: 81 MHz
  - RAM-typ: DRAM
- Skivläsare:
  - Typ: Constant Angular Velocity (CAV)
  - Genomsnittlig accesstid: 128 millisekunder
  - Dataöverföringshastighet: mellan 2 MB per sekund och 3,125 MB per sekund
- Skivmedia:
  - Baserad på dvd-teknik
  - Ca 8 cm diameter
  - Producent: Panasonic
  - Ca 1,5 GB kapacitet
- Antal handkontrollsportar: 4
- Antal minneskortsportar: 2
- Analoga audio/video utgångar: 1
- Digitala videoutgångar: 1
- Antal seriella portar: 2
- Antal parallella portar: 1
- Storlek: 110 mm hög, 150 mm bred, 161 mm djup

## Nätverk
Konsolen har hårdvarustöd för spel via nätverk och internet. Denna funktion stöds dock endast av ett fåtal titlar som till exempel Mario Kart: Double Dash!!, Kirby's Air Ride, Phantasy Star Online: Episode 1&2 samt 1080: Avalanche. För att koppla ihop två eller fler enheter med varandra behövs en nätverksadapter i var och en av konsolerna.

## Media
Gamecube använder ett eget format som inte används i något annat sammanhang, Gamecube Optical Disc. Skivorna är så kallade minidvd-skivor, åtta cm i diameter och rymmer 1,5 GB. Formatet har kritiserats för att inte vara tillräckligt rymligt, då de har mindre lagringskapacitet jämfört med konkurrenterna Playstation 2 och Xbox.

## Handkontroller och tillbehör
Till Gamecube finns bland annat följande tillbehör:
- Handkontroll – standardkontroll med sladd och rumblefunktion.
- Wavebird – trådlös handkontroll utan rumblefunktion.
- DK Bongo – en spelkontroll som är utformad som ett par bongotrummor.
- Mikrofon
- Minneskort med 59 (4 MiB), 251 (16 MiB), respektive 1019 (64 MiB) block (vilken inte släpptes i Europa).
- Gamecube modemadapter
- Gamecube komponentvideo-kabel – ger bättre bildkvalitet och upplösning, 480p
- Gamecube nätverksadapter – tillbehör som gör det möjligt koppla upp Gamecube till internet.
- Game Boy Player – tillsats som gör det möjligt att spela alla Game Boy-, Game Boy Color- och Game Boy Advance-spel på TV-skärmen.
- Game Boy Advance Cable – en sladd med vars hjälp det går att använda en GBA tillsammans med vissa Gamecube-spel.

## Färger
Gamecube finns i följande färger:
- Purple (Lila, vilket är originalfärgen)
- Black (Svart)
- Platinum (Specialutgåva, inkluderades bl.a. i Mario Kart: Double Dash!! Platinum Pak och med The Legend of Zelda: The Wind Waker Limited Edition)
- Pearl White (Såldes endast tillsammans med Mario Smash Football)
- Mint Green (Endast i Frankrike och såldes då tillsammans med spelet Tales of Symphonia)
- Orange (Endast i Japan)

Förutom dessa finns det ett antal specialutgåvor som till exempel en Gamecube i Resident Evil 4-utförande som både är svart- och platinafärgad. Det finns även ett antal dekaler och skins man kan köpa och klä Gamecube i. De flesta av dessa är dock tredjepartstillverkade.

### Fotnoter
1. ↑  Martyn Williams (24 augusti 2001). ”Nintendo unveils Gamecube launch plans” (på engelska). CNN. http://edition.cnn.com/2001/TECH/fun.games/08/24/gamecube.release.idg/. Läst 19 maj 2015.
2. ↑  David Becker (29 november 2001). ”Nintendo reports record Gamecube launch” (på engelska). CNET. http://news.cnet.com/2100-1040-276374.html. Läst 19 maj 2015.
3. ↑  ”Gamecube price dropped” (på engelska). BBC. 22 april 2002. http://news.bbc.co.uk/2/hi/entertainment/1943247.stm. Läst 19 maj 2015.
4. ↑  Ben Parfitt (22 februari 2007). ”Nintendo Ends Gamecube Support” (på engelska). MCV. http://www.mcvuk.com/news/read/nintendo-ends-gamecube-support. Läst 7 maj 2015.
5. ↑  ”| Nintendo – Customer Service | Nintendo GameCube – Component Video”. www.nintendo.com. https://www.nintendo.com/consumer/systems/nintendogamecube/component.jsp. Läst 4 juli 2016.